# Seleštianska stráň
Seleštianska stráň este o arie protejată (arie specială de conservare — SAC, sit de importanță comunitară — SCI) din Slovacia întinsă pe o suprafață de 9,02 ha, integral pe uscat.

## Localizare
Centrul sitului Seleštianska stráň este situat la coordonatele 48°05′39″N 19°21′58″E / 48.094167°N 19.366111°E.

## Înființare
Situl Seleštianska stráň a fost declarat sit de importanță comunitară în aprilie 2004 pentru a proteja 1 specie de plante. Situl a fost protejat și ca arie specială de conservare în martie 2004.

## Biodiversitate
Situată în ecoregiunea panonică, aria protejată conține 3 habitate naturale: Pajiști stepice panonice pe loess, Pajiști uscate seminaturale și facies de acoperire cu tufișuri pe substraturi calcaroase (Festuco-Brometalia) (* situri importante pentru orhidee), Tufărișuri subcontinentale peripanonice.
La baza desemnării sitului se află o specie protejată de  plante: sisinei (Pulsatilla grandis).
Pe lângă speciile protejate, pe teritoriul sitului au mai fost identificate 4 specii de plante, 3 specii de amfibieni, 1 specie de mamifere, 1 specie de nevertebrate, 2 specii de reptile.